# Dendrocopos leucopterus
Il picchio alibianche (Dendrocopos leucopterus (Salvadori, 1871)) è un uccello piciforme della famiglia dei Picidi.

## Descrizione

### Dimensioni
Misura 22-23 cm di lunghezza per circa 67 g di peso.

### Aspetto
È caratterizzato da regioni inferiori di colore bianco candido, talvolta con sfumature color camoscio. La parte bassa del ventre è macchiata di rosa e le copritrici del sotto-coda sono rosse. Le regioni superiori sono di colore nero lucido. La coda è nera con del bianco sulle prime 2-3 coppie di rettrici esterne. Le zone bianche delle ali (barre di questo colore si trovano sulle remiganti primarie e secondarie e sulle scapolari, mentre le terziarie hanno bianco il margine) formano una grossa macchia allungata. Un'ampia fascia bianca si trova anche sulla fronte. Tre strisce nere, una che si diparte dalla regione post-auricolare, una che attraversa tutta la faccia come un mustacchio e una che attraversa il collo, convergono ai lati del collo a formare una grande zona di questo colore: sul retro del collo, invece, vi è una piccola macchia bianca. Le copritrici auricolari sono bianche, mentre il vertice è nero. L'iride è di colore castano. Il becco è scuro, con il ramo inferiore più chiaro. Le zampe sono grigiastre.
I maschi differiscono dalle femmine per il fatto di avere una piccola macchia rossa sulla nuca, assente nelle seconde. I giovani sono caratterizzati da un nero meno lucido, che verte maggiormente su toni più marroncini, da regioni inferiori dai toni più camoscio con alcune macchie scure sui fianchi, dalle copritrici del sotto-coda rosa invece che rosse e da striature nere attraverso la grande macchia bianca sulle ali; inoltre, sia i giovani maschi che le giovani femmine hanno una macchia rossa sul vertice, meno estesa in queste ultime.

### Voce
Tra i richiami propri di questa specie figurano delle basse note, stridule o schricchiolanti, chyek, chik, kig o kick, più simili a quelle emesse dal picchio di Siria che dal picchio rosso maggiore, nonché un rauco e tintinnante chiacchiericcio chrerr-rrerr-trerr. Picchiando con il becco sul tronco degli alberi vengono prodotte delle brevi e veloci rullate di tempo uniforme che iniziano a divenire più rumorose prima di dissolversi.

## Biologia

### Alimentazione
La dieta del picchio alibianche è costituita da formiche, insetti e molluschi, ma viene integrata anche con sostanze di origine vegetale.

### Riproduzione
In Kazakistan la deposizione delle uova ha luogo tra la metà di aprile e la metà di maggio. Il nido viene scavato a 0,5-5 m di altezza nel tronco di alberi dal legno morbido (ad esempio pioppi, salici, noci). Ciascuna covata è costituita da 4 o 5 uova. Entrambi i genitori si dedicano alla cova e alla nutrizione dei nidiacei, che si levano in volo tra la fine di giugno e i primi di luglio. Giovani in compagnia dei genitori sono stati segnalati fino a settembre. Spesso, quando la prima covata va perduta, i genitori procedono con una seconda deposizione.

## Distribuzione e habitat
Il picchio alibianche è una specie che vive in pianura e sulle colline pedemontane, in aree boschive aperte con alberi di betulla, salice e pioppo dell'Eufrate. È presente anche nelle boscaglie di saxaul che crescono in aree semi-desertiche, in frutteti, piantagioni, giardini, oasi e nelle foreste rivierasche (che spesso si spingono fin nell'interno dei deserti). In alcune regioni popola le foreste di latifoglie di altitudine di ginepri e abeti. Frequenta alberi da frutta e noci.
È originario dell'Asia centrale, dove occupa la regione ad est del lago d'Aral: il Kazakistan meridionale (dove è presente lungo entrambe le sponde, settentrionali e meridionali, del lago Balkhash), le regioni settentrionali e occidentali del Kirghizistan e la Cina occidentale (Xinjiang settentrionale, fino a Karamay e al Lop Nur); il suo areale si spinge a sud fino al Turkmenistan sud-occidentale (forse addirittura all'estremità nord-orientale dell'Iran), ad ovest all'Afghanistan nord-orientale e ad est al Turkestan cinese (dove si spinge verso sud fino alle pendici del Kunlun Shan).

## Conservazione
La specie è localmente comune e nella sua interezza probabilmente stabile, ma in alcuni luoghi del suo areale la situazione è poco conosciuta. La IUCN classifica il picchio alibianche come «specie a rischio minimo» (Least Concern).